# Атанас Мечкаров
 Тази статия е за финансиста.  За историка и просветния деец вижте Атанас Мечкаров (историк).  
Атанас Мечкаров е български финансист.

## Биография
Роден е на 9 август 1904 г. в село Кемаллар, днес гр. Исперих. Завършва Лозаро-винарско училище в Плевен. В периода 1925-1928 е стажант към Държавното агрономство в Исперих. През 1926 става един от основателите на Съюза на завършилите средни земеделски училища. От 1933 работи в застрахователния отдел на Българска централна кооперативна банка в София. След Деветосептемврийския преврат е назначен за подуправител на Българска земеделска и кооперативна банка. През 1947 е назначен за председател на Българска инвестиционна банка. В периода 1949-1955 е управител на БНБ. През 1952 под негово ръководство се извършва нова парична реформа след тази по време на управлението на Цоню Цончев. От 1955 до 1957 е заместник-министър на финансите. По-късно е директор на монетния двор.